# Rosie Casals
Rosemary (Rosie) Casals (San Francisco, 16 september 1948) is een voormalig tennisspeelster uit de Verenigde Staten van Amerika, met ouders uit El Salvador.
Zij won twaalf grandslamtoernooien: negen in het vrouwendubbelspel (waarvan zeven met Billie Jean King) en drie in het gemengd dubbelspel.
Zeven keer (1967, 1976, 1977, 1979–1982) was Casals lid van het Amerikaanse Wightman Cup-team. In het dubbelspel won zij zes van haar zeven partijen – in het enkelspel verloor zij meer dan zij won.
In de jaren 1967 en 1976 tot en met 1981 nam Casals deel aan het Amerikaanse Fed Cup-team. In 1967 wonnen zij de finale van de Wereldgroep van het Britse team. In 1976, 1977, 1979 en 1980 zegevierden zij over de Australische dames. Ook in 1981 bereikten zij weer de finale van de Wereldgroep, waarin zij nogmaals van de Britten wonnen.
In 1996 werd Casals opgenomen in de internationale Tennis Hall of Fame. In 2001 ontving zij de Sarah Palfrey Danzig Award.

## Resultaten grandslamtoernooien
| Legenda | Legenda                          |
| ------- | -------------------------------- |
| g.t.    | geen toernooi gehouden           |
| l.c.    | lagere categorie                 |
| –       | niet deelgenomen                 |
| G       | uitgeschakeld in de groepsfase   |
| 1R      | uitgeschakeld in de eerste ronde |
| 2R      | uitgeschakeld in de tweede ronde |
| 3R      | uitgeschakeld in de derde ronde  |
| 4R      | uitgeschakeld in de vierde ronde |
| KF      | uitgeschakeld in de kwartfinale  |
| HF      | uitgeschakeld in de halve finale |
| F       | de finale verloren               |
| W       | het toernooi gewonnen            |
| w-v     | winst/verlies-balans             |

### Enkelspel
| Toernooi        | 1964 | 1965 | 1966 | 1967 | 1968 | 1969 | 1970 | 1971 | 1972 | 1973 | 1974 | 1975 | 1976 | 1977 | 1977 |    | 1979 | 1980 | 1981 | 1982 | 1983 | 1984 | 1985 |
| --------------- | ---- | ---- | ---- | ---- | ---- | ---- | ---- | ---- | ---- | ---- | ---- | ---- | ---- | ---- | ---- | -- | ---- | ---- | ---- | ---- | ---- | ---- | ---- |
| Australian Open | –    | –    | –    | HF   | KF   | KF   | –    | –    | –    | –    | –    | –    | –    | –    | –    | –  | 1R   | 1R   | –    | –    | –    | –    |      |
| Roland Garros   | –    | –    | –    | 4R   | 4R   | KF   | KF   | –    | 3R   | –    | –    | –    | –    | –    | –    | 1R | –    | 2R   | –    | –    | –    | –    |      |
| Wimbledon       | –    | –    | 4R   | HF   | 4R   | HF   | HF   | 2R   | HF   | KF   | 4R   | 4R   | KF   | KF   | KF   | 3R | 2R   | 1R   | 2R   | 3R   | 1R   | –    |      |
| US Open         | 3R   | 1R   | HF   | 4R   | 3R   | HF   | F    | F    | KF   | KF   | KF   | 1R   | KF   | 4R   | 4R   | 1R | 2R   | 4R   | 2R   | 3R   | 2R   | 2R   |      |

### Vrouwendubbelspel
| Australian Open | –  | –  | KF | HF | F  | – | – | –  | – | –  | –  | –  | –  | –  | –  | HF | HF | KF | –  | –  | –  | g.t. | –  | –  |
| Roland Garros   | –  | –  | KF | F  | KF | F | – | 2R | – | –  | –  | –  | –  | –  | KF | –  | 2R | F  | KF | –  | –  | –    | 2R | –  |
| Wimbledon       | –  | KF | W  | W  | 3R | W | W | HF | W | KF | HF | KF | 2R | 2R | KF | F  | 2R | HF | F  | –  | 1R | –    | 1R | 2R |
| US Open         | KF | F  | W  | F  | HF | F | W | HF | F | W  | F  | KF | 1R | 1R | HF | KF | F  | W  | KF | 3R | 2R | 2R   | 1R | 2R |

### Gemengd dubbelspel
| Australian Open | –  | –  | –  | KF | KF | HF | –  | –  | –  | –  | –  | –  | –  | –  | –  | –  | –  | –  | –  | –  | –  | g.t. | –  | –  |
| Roland Garros   | –  | –  | –  | 2R | HF | 3R | HF | –  | HF | –  | –  | –  | –  | –  | –  | –  | –  | –  | –  | –  | –  | –    | 1R | –  |
| Wimbledon       | –  | –  | 3R | KF | KF | KF | W  | HF | W  | KF | KF | F  | 2R | 2R | 3R | KF | 2R | 2R | 1R | 1R | 2R | –    | 1R | 1R |
| US Open         | 2R | 2R | 1R | F  | –  | KF | KF | HF | F  | HF | W  | HF | KF | KF | –  | 1R | –  | 1R | 1R | 2R | 1R | 2R   | –  | –  |